# Most přes Uvac (Sjenica)
Most přes Uvac se nachází v jihozápadním Srbsku, v blízkosti města Sjenica. Jedná se o pozůstatek kamenného mostu, který vznikl v dobách existence Osmanské říše. Z mostu je v současné době dochován jediný oblouk. Po vyubudování přehradní nádrže HE Uvac byl potopen a v současné době se nachází 60-70 m pod vodní hladinou.
Most je evidován jako kulturní památka pod číslem 1785/49. Původně měl tři oblouky a konstrukčně byl blízký mostu Mehmeda Sokoloviće ve Višegradu. Vybudován byl nejspíše v 16. století. Byl součástí obchodní cesty ze Sarajeva do Istanbulu. 
Před potopením mostu byly provedeny konzervační práce tak, aby nebyl i při zaplavení Uvackým jezerem zničen. 